# Hypseleotris
Genre
Hypseleotris est un genre de poissons de la famille Eleotridae. Les différentes espèces sont surtout présentes en Australie et en Nouvelle-Guinée où elles vivent en eau douce et en eau saumâtre. On les retrouve aussi dans différentes îles de l'océan Indien.

## Liste d'espèces
Selon FishBase (6 mars 2015) :
- Hypseleotris aurea (Shipway, 1950)
- Hypseleotris barrawayi Larson, 2007
- Hypseleotris compressa (Krefft, 1864)
- Hypseleotris compressocephalus (Chen, 1985)
- Hypseleotris cyprinoides (Valenciennes, 1837)
- Hypseleotris ejuncida Hoese & Allen, 1982
- Hypseleotris everetti (Boulenger, 1895)
- Hypseleotris galii (Ogilby, 1898)
- Hypseleotris guentheri (Bleeker, 1875)
- Hypseleotris hotayensis (Mai, 1978)
- Hypseleotris kimberleyensis Hoese & Allen, 1982
- Hypseleotris klunzingeri (Ogilby, 1898)
- Hypseleotris leuciscus (Bleeker, 1853)
- Hypseleotris pangel Herre, 1927
- Hypseleotris regalis Hoese & Allen, 1982
- Hypseleotris tohizonae (Steindachner, 1880)